# Orge perlé

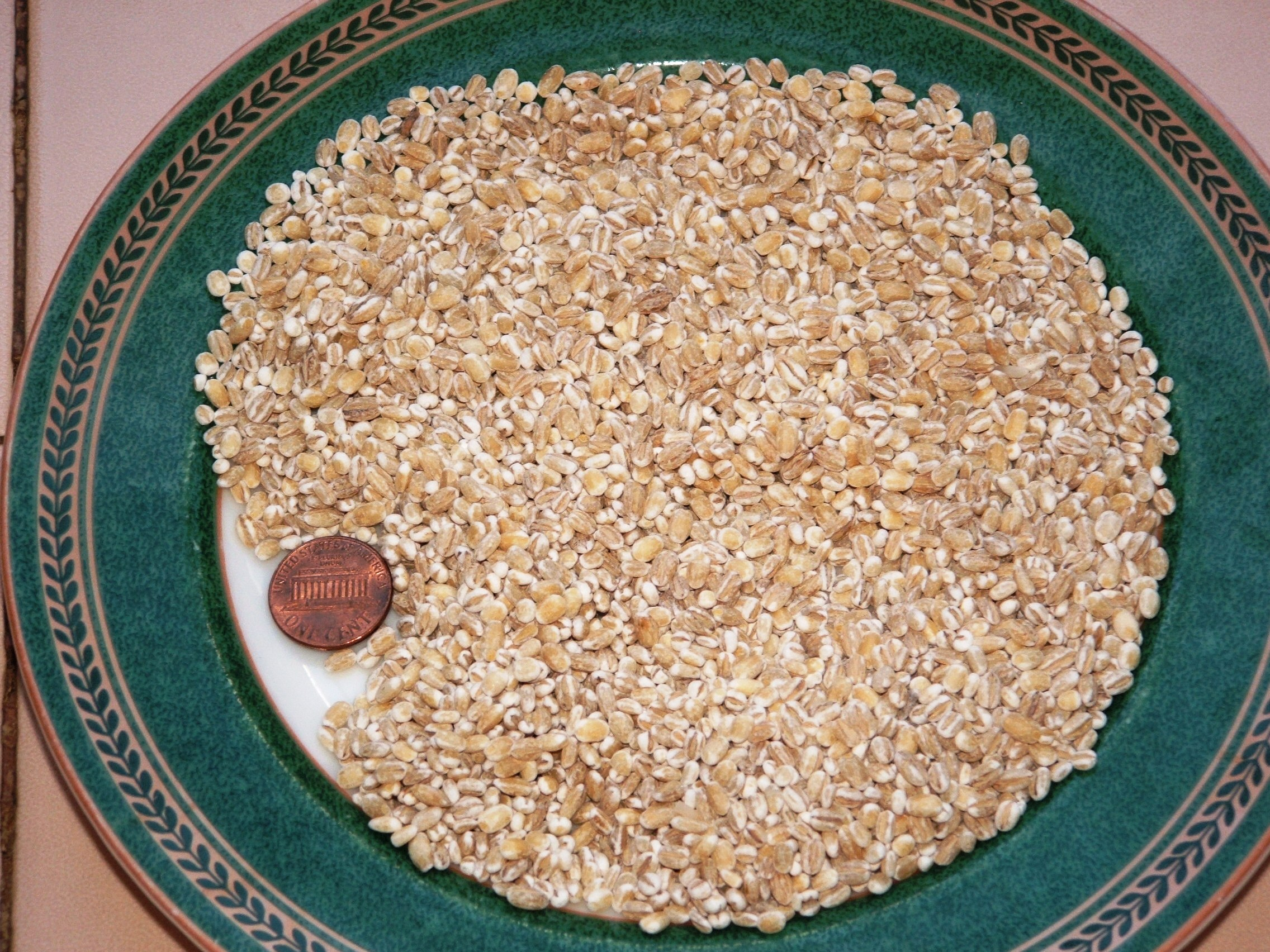
Assiette d'orge perlé cru ; la pièce américaine d'un cent donne l'échelle.

L'orge perlé est constitué de grains d'orge qui ont été transformés pour retirer les enveloppes adhérentes (glumes) et le son. Il faut en effet retirer à l'orge, qui est une « céréale vêtue », son enveloppe externe fibreuse pour la rendre comestible ; l'orge perlé est pris une étape plus loin, c'est-à-dire poli pour lui retirer la couche externe de son, pourtant nutritive. C'est l'équivalent du riz blanc par rapport au riz cargo.
L'orge perlé est la forme la plus courante d'orge dans l’alimentation humaine, probablement parce que sa cuisson est plus rapide et qu'elle est plus facile à mastiquer que d'autres formes d'orge moins transformées.
Il s’oppose à l'« orge mondé », dont on a seulement ôté les enveloppes externes et préservé le son.
L'orge perlé est comparable au blé pour sa teneur en calories, protéines, vitamines et sels minéraux, certaines variétés étant toutefois plus riches en lysine.

## Usage
On en fait principalement des soupes et des ragoûts, mais c'est aussi un ingrédient des potages épais ou des desserts. 

En Italie, on l'utilise dans l'orzotto. 